# District de Bahawalnagar
Le district de Bahawalnagar (en ourdou : ضِلع بہاولنگر)  est une subdivision administrative du Sud de la province du Pendjab au Pakistan. Constitué autour de sa capitale, Bahawalnagar, le district est entouré par les districts d'Okara, de Pakpattan et de Vehari au nord ainsi que par la rivière Sutlej, par le district de Bahawalpur à l'ouest, et surtout par l'Inde au sud et à l'est.
Le district est	situé dans le Sud rural de la province du Pendjab et se trouve à la limite du désert du Cholistan, en faisant une terre chaude et sèche. Sa population de près de trois millions d'habitants en 2017 parle très majoritairement pendjabi et vit principalement de l'agriculture grâce à un réseau d'irrigation alimenté par la rivière Sutlej. De 1690 à 1955, le district était intégré au sein de l'État princier de Bahawalpur, depuis dissous. C'est aujourd'hui un fief politique conservateur, surtout acquis à la Ligue musulmane du Pakistan.

## Histoire

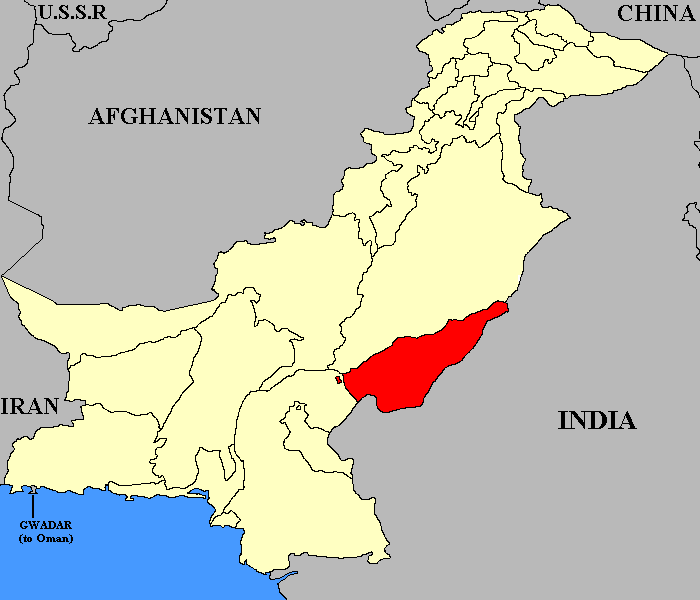
Cartes comprenant les États princiers du Pakistan, dont Bahawalpur en rouge.

L'actuel district de Bahawalnagar était auparavant intégré dans l'État princier de Bahawalpur, plus vaste car comprenant les actuels districts de districts de Bahawalpur et de Rahim Yar Khan. Remontant à 1690, il a été successivement intégré à l'Empire moghol de 1802 à 1858 puis au Raj britannique de 1858 à 1947. À l'occasion de la création du Pakistan, alors que les différents États princiers étaient invités à choisir entre intégration au Pakistan ou à l'Inde, l’État princier, dont la population est majoritairement musulmane, décide de rejoindre le Pakistan.
Le district de Bahawalnagar est filialement créé le 14 octobre 1955, quand la principauté de Bahawalpur est dissoute pour être pleinement intégrée au Pakistan, alors que ce dernier devient une république avec l'adoption d'une nouvelle constitution l'année suivante.

## Géographie et climat
Le district de Bahawalnagar connait un climat particulièrement chaud et sec en été, avec des températures avoisinant parfois les cinquante degrés Celsius, parfois accompagnés de vents et tempêtes. L'hiver est doux et sec.
Le district est principalement désertique, surtout dans sa partie sud qui se situe dans le plus vaste désert du Cholistan. À l'inverse, les villes les plus peuplées sont situées le long de la rivière Sutlej à la frontière nord du district. Ce cours d'eau alimente un système d'irrigation de terres rendues cultivables dans le nord, autour des villes.

## Économie

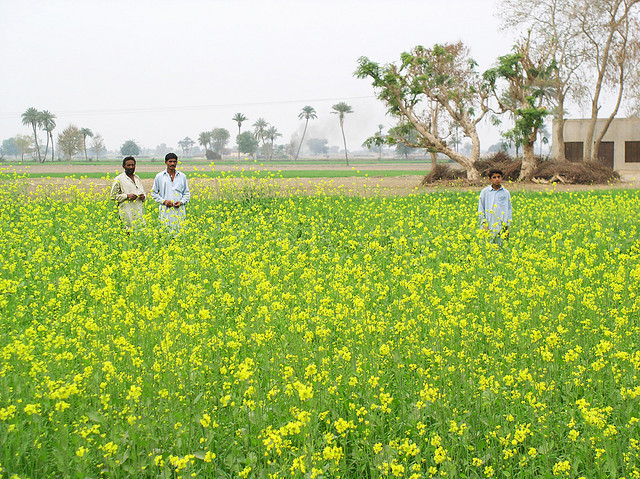
Cultures à Bahawalnagar.

La population du district vit principalement de l'agriculture, rendue possible sur cette terre déserte par un système d'irrigation hérité du Raj britannique. Sont principalement cultivés la canne à sucre, le blé, le coton, le tabac et le riz, ainsi que des fruits comme le citron, la goyave ou la mangue. L'industrie locale est principalement directement liée à cet agriculture, puisqu'on trouve des presses à huile, des moulins à farine et une industrie textile utilisant le coton,.
Bien que peu alphabétisé, plusieurs établissements d'enseignement sont présents dans le district, comme un campus de l'Université islamique de Bahawalpur.

## Démographie
Lors du recensement de 1998, la population du district a été évaluée à 2 061 447 personnes, dont environ 19 % d'urbains. Le taux d'alphabétisation était de 35 % environ, dont 46 pour les hommes et 24 pour les femmes. 
Le recensement suivant mené en 2017 pointe une population de 2 981 919 habitants, soit une croissance annuelle de 1,96 %, inférieure aux moyennes provinciale et nationale de 2,13 % et 2,4 % respectivement. Le taux d'urbanisation augmente légèrement, à 21 % tandis que l'alphabétisation monte à 53 %, dont 45 % pour les femmes et 61 % pour les hommes.
La langue la plus parlée du district est le pendjabi, pour près de 95 % de la population d'après le recensement de 2017, mais 2 % parlent saraiki et 1,6 % ourdou.
Plus de 99 % de la population est musulmane, essentiellement sunnite mais on trouve une petite minorité chiite. On compte près de 8 000 chrétiens et 3 000 hindous en 2017.

## Administration

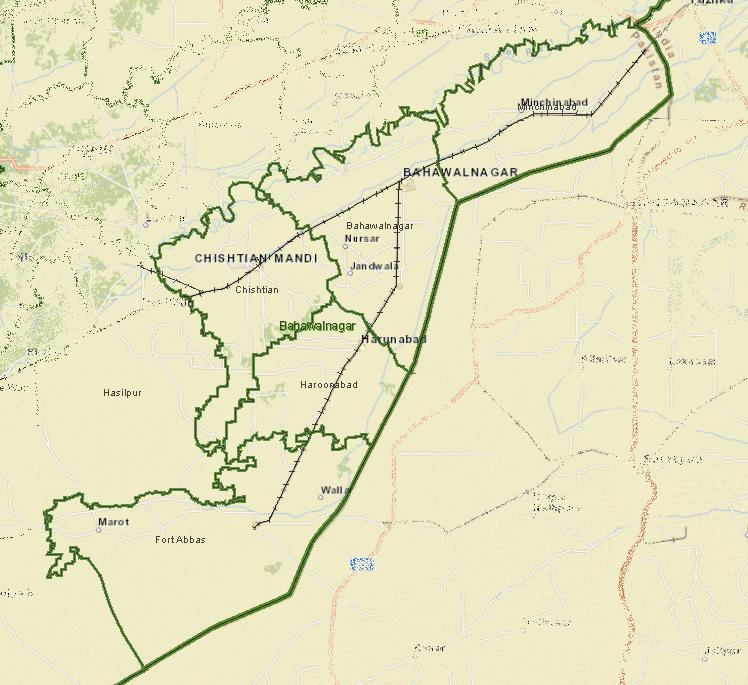
Carte du district, avec ses tehsils et voies ferrées notamment.

Le district est divisé en cinq tehsils (Bahawalnagar, Chishtian, Fort Abbas, Haroonabad et Minchinabad) et 118 Union Councils.
| Tehsil       | Population (rec. 2017) |
| ------------ | ---------------------- |
| Bahawalnagar | 815 143                |
| Chishtian    | 691 221                |
| Fort Abbas   | 423 529                |
| Haroonabad   | 525 598                |
| Minchinabad  | 526 428                |

Sept villes dépassent les 20 000 habitants, dont les deux plus importantes, la capitale Bahawalnagar et Chishtian, regroupent à elles seules plus de 10 % de la population totale du district et la moitié de la population urbaine, selon le recensement de 2017.
| Ville        | Population (rec. 2017) |
| ------------ | ---------------------- |
| Bahawalnagar | 161 033                |
| Chishtian    | 149 939                |
| Haroonabad   | 107 858                |
| Fort Abbas   | 61 665                 |
| Minchinabad  | 56 526                 |
| Faqirwali    | 35 051                 |
| Dunga Bunga  | 33 009                 |

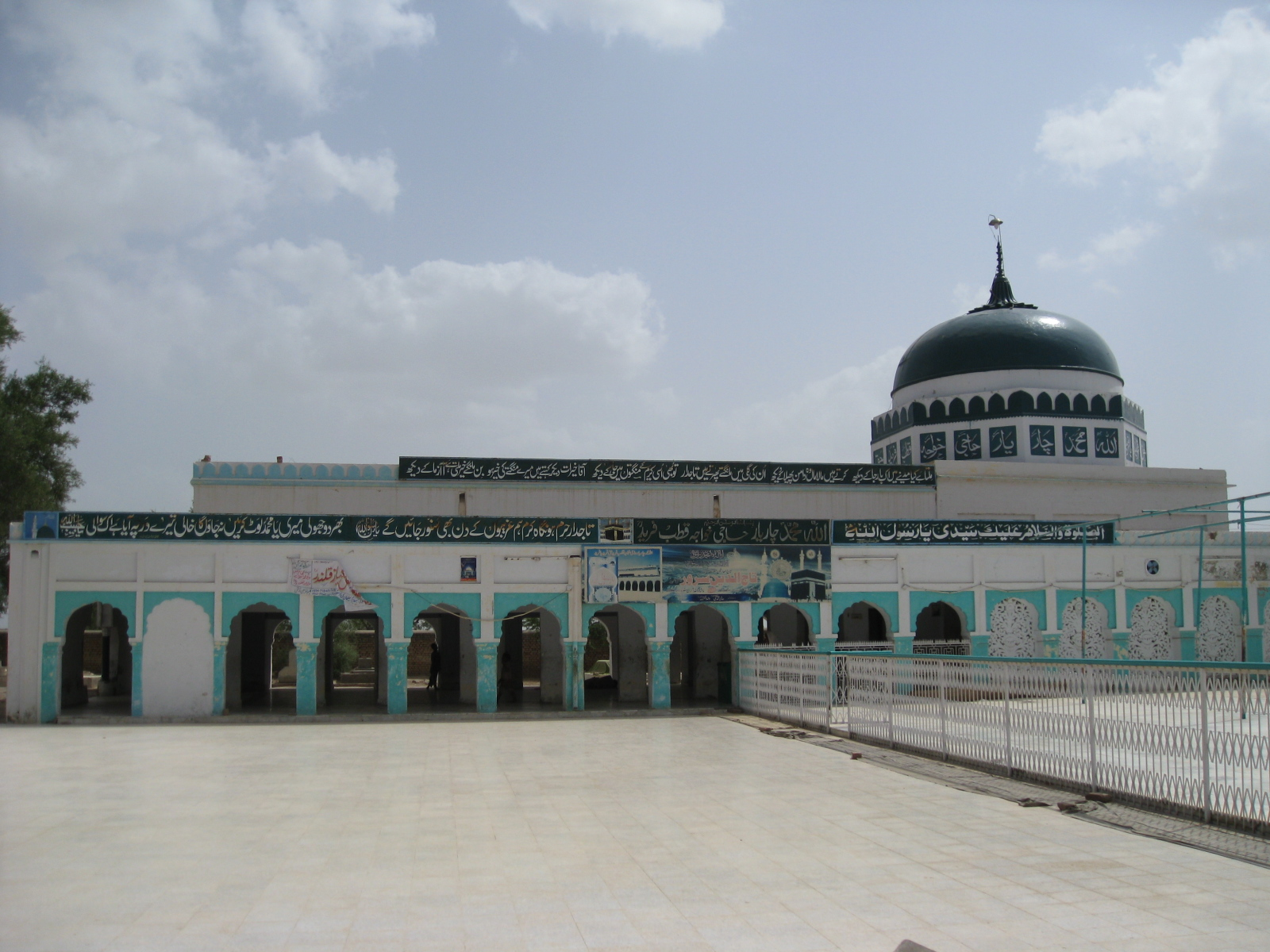
Le mausolée du saint soufi Tajuddin Chishti, situé dans la ville de Chishtian.

Avant 2000 et depuis 2008, le district de Bahawalnagar est intégré dans la « division de Bahawalpur », bien plus vaste, puisqu'elle comprend également les districts de Bahawalpur et de Rahim Yar Khan.

## Politique
De 2002 à 2018, le district est représenté par les huit circonscriptions no 277 à 284 à l'Assemblée provinciale du Pendjab. Lors des élections législatives de 2008, elles ont été remportées par quatre candidats du Parti du peuple pakistanais (PPP), trois de la Ligue musulmane du Pakistan (N) et un de la Ligue musulmane du Pakistan (Z), et durant les élections de 2013 elles sont remportées par un candidat du Mouvement du Pakistan pour la justice, cinq de la Ligue musulmane du Pakistan (N) et deux de la Ligue musulmane du Pakistan (Z).
À l'Assemblée nationale, il est représenté par les quatre circonscriptions no 188 à 191. Lors des élections de 2008, elles ont été remportées par trois candidats du PPP et un de la Ligue musulmane du Pakistan (N), et durant les élections de 2013 elles sont remportées par un candidat indépendant, deux de la Ligue musulmane du Pakistan (N) et un de la Ligue musulmane du Pakistan (Z), qui se trouve être le chef de file du parti, Mohammed Ijaz-ul-Haq et par ailleurs seul élu du parti lors de ces élections.
Depuis le redécoupage électoral de 2018, Bahawalnagar est représenté par les quatre circonscriptions no 166 à 169 à l'Assemblée nationale et par les huit circonscriptions no 238 à 244 à l'Assemblée provinciale. Lors des élections de 2018, elles sont remportées par neuf candidats de la Ligue musulmane du Pakistan (N) et trois indépendants.
| Parti                                       | Voix (national) | %       | Élus nationaux | Élus provinciaux |
| ------------------------------------------- | --------------- | ------- | -------------- | ---------------- |
| Ligue musulmane du Pakistan (N)             | 307 805         | 34,16 % | 3              | 6                |
| Mouvement du Pakistan pour la justice       | 168 284         | 18,68 % | 0              | 0                |
| Tehreek-e-Labbaik Pakistan                  | 55 841          | 6,20 %  | 0              | 0                |
| Autres partis                               | 92 092          | 10,22 % | 0              | 0                |
| Indépendants                                | 277 075         | 30,75 % | 1              | 2                |
| Total exprimés                              | 901 097         | 100 %   | 4              | 8                |
| Source : Commission électorale du Pakistan, |                 |         |                |                  |